# Slovenská Volová
Slovenská Volová (bis 1927 slowakisch „Slovenská Voľová“; ungarisch Kisökrös – bis 1907 Tótvolova) ist eine Gemeinde im Osten der Slowakei mit 581 Einwohnern (Stand: 31. Dezember 2024), die zum Okres Humenné, einem Kreis des Prešovský kraj, gehört. Sie ist Teil der traditionellen Landschaft Zemplín.

## Geographie
Die Gemeinde befindet sich am Südteil der Niederen Beskiden im Bergland Ondavská vrchovina, im Tal der Ondavka im Einzugsgebiet der Ondava. Das Ortszentrum liegt auf einer Höhe von 170 m n.m. und ist acht Kilometer von Humenné entfernt.
Nachbargemeinden sind Ohradzany im Norden, Sopkovce im Nordosten, Gruzovce im Osten und Südosten, Myslina im Süden, Lieskovec im Südwesten und Karná im Westen.

## Geschichte
Slovenská Volová wurde zum ersten Mal 1451 als Ekermezew schriftlich erwähnt, weitere historische Bezeichnungen sind unter anderen Tótt Wolowa (1773) und Wolowé (1808). Das Dorf war zuerst Teil des Herrschaftsgebiets von Humenné, im 18. Jahrhundert war es Besitz der Familie Dernath, im 19. Jahrhundert besaß das Geschlecht Andrássy die Ortsgüter. 1715 gab es 11 Haushalte. 1787 hatte die Ortschaft 42 Häuser und 361 Einwohner, 1828 zählte man 48 Häuser und 373 Einwohner. Von 1890 bis 1910 wanderten viele Einwohner aus.
Bis 1918 gehörte der im Komitat Semplin liegende Ort zum Königreich Ungarn und kam danach zur Tschechoslowakei beziehungsweise heute Slowakei. In der Zeit der ersten tschechoslowakischen Republik waren die Einwohner als Landwirte und Viehzüchter beschäftigt. Das örtliche Großgut wurde 1935 parzelliert. 1965 wurden zwei Teiche oberhalb des Ortes errichtet, wo Fischfang verbreitet war. Ein Teil der Einwohner pendelte zur Arbeit in Industriebetriebe in der Umgebung.

## Bevölkerung
| Jahr                | 1994 | 2004     | 2014    | 2024    |
| ------------------- | ---- | -------- | ------- | ------- |
| Anzahl der Personen | 433  | 493      | 541     | 581     |
| Unterschied         |      | +13,85 % | +9,73 % | +7,39 % |

| Jahr                | 2023 | 2024    |
| ------------------- | ---- | ------- |
| Anzahl der Personen | 577  | 581     |
| Unterschied         |      | +0,69 % |

Nach der Volkszählung 2011 wohnten in Slovenská Volová 517 Einwohner, davon 451 Slowaken, 58 Roma, drei Tschechen und zwei Russinen. Drei Einwohner machten keine Angabe zur Ethnie.
495 Einwohner bekannten sich zur römisch-katholischen Kirche, 19 Einwohner zur griechisch-katholischen Kirche und ein Einwohner zur orthodoxen Kirche. Ein Einwohner war konfessionslos und bei einem Einwohner wurde die Konfession nicht ermittelt.

## Bauwerke und Denkmäler
- moderne römisch-katholische Kirche

## Verkehr
Durch Slovenská Volová führt die Cesta III. triedy 3826 („Straße 3. Ordnung“) von Humenné (Anschluss an die Cesta I. triedy 74, „Straße 1. Ordnung“) heraus und weiter nach Ohradzany und Košarovce. Der nächste Bahnanschluss ist in Humenné an den Bahnstrecken Michaľany–Łupków und Humenné–Stakčín.